# Ahmarivier (Parkarivier)
De Ahmarivier (Zweeds: Ahmajoki) is een rivier die stroomt in de Zweedse gemeente Pajala. De rivier ontvangt haar water op de westelijke hellingen van de Ahmabergrug (Ahmaselkä) en uit de Ahmavallei aan de oostkant van de berg. De rivier stroomt naar het noorden en gaat op in de Parkarivier. Ze is 12430 meter lang.
Afwatering: Ahmarivier → Parkarivier → Muonio → Torne → Botnische Golf